# 達赫諾
47°3′11″N 36°28′29″E / 47.05306°N 36.47472°E
達赫諾（烏克蘭語：Дахно）是位於烏克蘭東南部的村莊，由扎波羅熱州別爾江斯克區的安德里伊夫卡市鎮負責管轄。該村始建於1920年，面積0.1平方公里，海拔高度79米，2001年人口6，人口密度每平方公里58.3人。